# Arif Gaziyev
Arif Shamil oglu Gaziyev (en azerí: Arif Şamil oğlu Qazıyev; Ereván, 1 de febrero de 1937 - Bakú, 3 de septiembre de 2021) fue un escultor y pintor de Azerbaiyán, galardonado con el título "Artista del pueblo de la República de Azerbaiyán" en 2018.

## Biografía
Arif Gaziyev nació el 1 de febrero de 1937 en la ciudad de Ereván. En 1958 se graduó de la Escuela Estatal de Arte de Azerbaiyán en nombre de Azim Azimzade en la ciudad de Bakú. En 1965 también graduó de la Academia de Arte de Moscú.
Después de completar su educación, trabajó como profesor en la Academia de Arte de Bakú. Arif Gaziyev fue autor de obras creadas en diversos géneros y temas como “Babek”, “Busto de Huseyn Javid” (casa-museo de Huseyn Javid en Najicheván), “Águilas del Cáucaso”, “Guerra”, “Gala en vivo” ", "Horror", "Frío", "Dos bumeranes", etc. Desde 1957 fue participante en exposiciones republicanas, de toda la Unión e internacionales. Sus obras se encuentran en varios museos, Museo Nacional de Arte de Azerbaiyán, Museo de Oriente en Moscú, así como en las colecciones privadas en Estados Unidos, Alemania, Austria y Turquía.
Arif Gaziyev falleció el 3 de septiembre de 2021 en la ciudad de Bakú.

## Premios y títulos
- Artista de Honor de la República de Azerbaiyán (2002)[3]
- Artista del pueblo de la República de Azerbaiyán (2018)[4]